# Pressupost General de les Comunitats Europees
El Pressupost General de les Comunitats Europees és el pressupost públic que unifica els anteriors pressupostos que recollien les operacions realitzades per les distintes Comunitats Europees des de 1971.

## Història
A les Comunitats Europees existien cinc pressupostos fins l'1 de gener de 1968: pressupost administratiu de la CECA, pressupost operacional de la CECA, pressupost de la CEE, pressupost de funcionament de la CEEA i pressupost d'investigació i inversions de la CEEA.
Amb el Tractat de Fusió de 8 d'abril de 1965 (en vigor des de l'1 de juliol de 1967) es creà un pressupost general que agrupava les despeses de la CEE, les despeses administratives de la CECA i les despeses de la CEEA.
El 22 d'abril de 1970 es signà el Tractat de Luxemburg, cosa que implicà la integració en el Pressupost General el Pressupost d'investigacions i inversió de la CEEA. També implicà més poders per al Parlament Europeu respecte el pressupost.
L'1 de gener de 1968 foren unificades en un sol pressupost el pressupost administratiu de la CECA, el pressupost de la CEE i el pressupost de funcionament de la CEEA.
El 1971 s'unificà aquesta últim pressupost amb el pressupost d'investigació i inversions de la CEEA, quedant-se en dos pressupostos: el Pressupost General de les Comunitats Europees i el pressupost operacional de la CECA.

## Estructura
El pressupost es divideix en dos parts:
- Estat general d'ingressos de les Comunitats Europees
- Estats d'ingresoss i despeses, classificats per seccions[3]

### Estat general d'ingressos
Aquesta part es subdivideix en:
- Estat general d'ingressos pròpiament dit: recull els títols:
  - Títol I - Recursos propis
  - Títol II - Contribucions financeres
  - Títol III - Excedents disponibles
  - Títol IV - Impostos diversos, exaccions i cànons comunitaris
  - Títol V - Ingressos procedents del funcionament administratiu de les institucions
  - Títol VI - Contribucions als programes comunitaris i reembossament de despeses i ingressos
  - Títol VII - Interessos de demora i multes
  - Títol VIII - Emprèstits i prèstecs
  - Títol IX - Ingressos diversos
- Finançament del Pressupost General: consisteix en el conjunt de quadres financers que reflecteixen la despesa total que cal cobrir durant l'exercici i els recursos previstos per a cobrir-los.
- Personal: recull els llocs de treball i els classifica en permanents i temporals, subclassificats en categories i graus i presenta el nombre d'agents retribuïbles durant l'exercici.[4]

### Estats d'ingresoss i despeses, classificats per seccions
Recull les despeses assignades a cada secció i els ingressos necessaris per a finançar-los.
Les seccions són:
- Secc. I - Parlament Europeu
- Secc. II - Consell de les Comunitats Europees
  - Annex: Comitè Econòmic i Social[4]
- Secc. III - Comissió de les Comunitats Europees
  - Part A: crèdits de funcionament
  - Part B: crèdits d'operacions
- Secc. IV - Tribunal de Justícia
- Secc. V - Tribunal de Comptes[5]

## Procés d'elaboració
La Comissió Europea elabora l'avantprojecte dels pressupostos amb l'ajuda del comissari encarregat del pressupost i la Direcció General de Pressupostos. Primer es determina els montants de les contribucions, obligant als estats membres que faciliten les dades necessàries per a previndre els recursos. Se sol fer al voltant del mes de gener.
Una vegada feta la previsió d'ingressos es fa la previsió de despeses. Les despeses són classificades en: crèdits per a despeses adminsitratives i operacionals, crèdits de compromís i de pagament i crèdits que amparen despeses obligatòries i no obligatòries.
El calendari oficial, establert als articles 203 i 177 dels tractats constitutius de la Comunitat Europea i la Comunitat Europea de l'Energia Atòmica, no es va posar en pràctica. Així s'actuava:
| Calendari oficial      | Calendari en la pràctica             | Operacions                                                   |
| ---------------------- | ------------------------------------ | ------------------------------------------------------------ |
| Fins l'1 de setembre   | Fins al 15 de juny                   | Presentació de l'avantprojecte de pressupost per la Comissió |
| Fins al 5 d'octubre    | Fins al 31 de juliol                 | Primera lectura del Consell                                  |
| Fins al 19 de setembre | Fins a octubre                       | Primera lectura del Parlament                                |
| Fins al 4 de desembre  | Fins a la fi de novembre             | Segona lectura del Consell                                   |
| Fins al 19 de desembre | Dins la primera quinzena de desembre | Segona lectura del Parlament                                 |

La Comissió elabora l'avantprojecte i el remet al COnsell, que consulta si considera a la Comissió i les institucions interessandes per si creu que pot introduir algun canvi, podent fer-ho si té majoria qualificada. Aleshores, el remet a l'Assemblea. L'Assemblea pot esmenar per majoria el projecte de pressupost i proposar al Consell, requerint majoria absoluta, canvis al projecte en les despeses que siguen obligatòries pel dret comunitari.
Si en el termini de 45 dies l'Assemblea dona la seua aprovació, queda aprovat definitivament. Si l'Assemblea no esmena el projecte ni proposa modificacions, queda definitivament aprovat. Si n'haguera aprovat, seria remès al Consell. El Consell delibera junt a la Comissió i les institucions interessades i pot decidir modificar les esmenes aprovades per l'Assemblea si té majoria qualificada.
El projecte de pressupost queda modificat segons les propostes acceptades pel Consell.
Si en el termini de 15 dies des de la comunicació del projecte el Consell no modifica cap esmena aprovada per l'Assemblea i haguera acceptat les propostes de modificació presentades per aquesta,el pressupost queda definitivament aprovat. Aleshores, el Consell notifica a l'Assemblea.
Si en aquest termini el Consell modifica alguna esmena aprovada per l'Assemblea o rebutja o modifica les propostes de modificació d'aquesta, el projecte és remès de nou a l'Assemblea.
S'obri un termini de 15 dies, l'Assemblea pot esmenar o rebutjar les modificacions fetes pel Consell a les seues esmenes amb la majoria dels membres i les tres cinquenes parts dels vots emessos i aprovarà el pressupost. Si l'assemblea no es pronúncia, el pressupost queda definitivament aprovat.
L'Assmeblea pot per majoria dels membres i les dos terceres parts dels vots emessos rebutjar el projecte i demanar que es sotmeta un nou projecte. Es pot prórrogar el pressupost vigent si el pressupost no queda aprovat el 31 de desembre.